# Симоне, Дженнаро Антонио де
Дженнаро Антонио де Симоне (итал. Gennaro Antonio de Simone; 17 сентября 1714, Джинестра, Неаполитанское королевство — 16 декабря 1780, Терни, Папская область) — итальянский куриальный кардинал. Епископ Пезаро с 13 марта 1775 по 18 августа 1779. Префект Священной Конгрегации церковного иммунитета с 1 февраля 1779 по 16 декабря 1780. Кардинал-священник с 15 марта 1773, с титулом церкви Сан-Бернардо-алле-Терме с 19 апреля 1773.